# 嚴文梁
嚴文梁（1531年—1560年），字子成，號鳳臺，浙江湖州府烏程縣人，明朝政治人物。

## 生平
乙卯科（1555年）浙江鄉試第六十二名舉人。嘉靖三十五年（1556年）中式丙辰科二甲第十九名進士。礼部观政，授刑部主事，三十九年卒。

## 家族
曾祖嚴綜；祖父嚴鈞，貢士；父嚴沇，生员；母錢氏。兄嚴𤇍（御史）、文桢、文澣，俱生员；弟文炳、文科、文粹。